# Ozobranchidae
Ozobranchidae ist der Name einer Familie von kleinen Blutegeln in der Ordnung der Rüsselegel, die im Meer und im Süßwasser leben und großenteils artspezifisch an Schildkröten, bei einer Art an Krokodilen parasitieren. Sie umfasst 8 Arten in 2 Gattungen, die in tropischen Gewässern weltweit verbreitet sind.

## Merkmale
Der Körper der Ozobranchidae ist deutlich in eine vordere aus Kopf und Hals bestehende, 12 Segmente zählende Region und einen Hinterleib (Abdomen) gegliedert. Im Vorderabschnitt des Abdomens trägt ab dem 13. Segment jedes der folgenden, je nach Art 5 bis 20 Segmente ein Paar Kiemen, während der darauf folgende Hinterabschnitt kiemenlos ist. Pulsierende Bläschen wie bei einigen Fischegeln gibt es dagegen nicht. Während die fingerartigen Kiemen von Bogabdella diversa eine einfache, ganz unverzweigte Form mit abgestumpftem Ende haben, sind die Kiemen in der Gattung Ozobranchus baumartig weit verzweigt.
Die Mundpore der Ozobranchidae hat eine exzentrische Form. Der kurzen Proboscis (Rüssel) folgt ein größerer Pharynx (Schlund), der bis zum Ende des 12. Segments reicht. Der darauf folgende Vorderdarmabschnitt ist als Kropf mit einem vorderen und einem hinteren Paar Blindsäcke ausgebildet. Es folgt ein mittlerer Darmabschnitt mit vier Paar zum Rücken hin ausgerichteten Blindsäcken, während der hinterste Darmabschnitt keine Blindsäcke hat. Die 8 Ganglien der vorderen 8 Segmente sind zu einer vorderen Ganglienmasse konzentriert. Die paarigen Hoden der zwittrigen Tiere sind kompakt und über paarige Spermienleiter mit einem mittigen muskulösen Organ verbunden.

## Entwicklungszyklus
Das Paarungsverhalten der Ozobranchidae, die sich als Zwitter auf dem Wirt gegenseitig begatten, ist kaum bekannt. Die befruchteten Eier werden in harten Eikokons an der Haut des Wirtes, typischerweise am Schildkrötenpanzer, befestigt und sind sich selbst überlassen. Aus den Kokons schlüpfen fertig entwickelte kleine Blutegel.

## Verbreitung, Lebensraum und Ernährung
Die acht Arten der Familie Ozobranchidae sind je nach Lebensraum der parasitierten Reptilienart Meeres- oder Süßwasserbewohner der Tropen. Als dauerhafte Ektoparasiten saugen sie Blut – Ozobranchus quatrefagesi in Westafrika an Krokodilen und Pelikanen, alle übrigen Arten dagegen ausschließlich an Wasserschildkröten. Ozobranchus branchiatus als artspezifischer Parasit an Chelonia mydas und Ozobranchus margoi an Caretta caretta sind in tropischen Meeren weltweit verbreitet, während die übrigen Arten, davon als am weitesten verbreitete Art Ozobranchus jantseanus, an verschiedenen Schildkröten in Binnengewässern Asiens saugen, Bogabdella diversa dagegen an Schildkröten in Salzwasser und Süßwasser in Australien (Neusüdwales, Victoria und Westaustralien).

## Systematik
Jean Louis Armand de Quatrefages de Bréau wählte 1852 bei der Beschreibung der Typusgattung den Namen Ozobranchus „Zweig-Kiemer“ (altgriechisch ὄζος ózos „Zweig“, βράγχιον bránchion „Kieme“) auf Grund der auffälligen verzweigten Kiemen dieser Egel. César Pinto erhob die Gattung 1921 in den Rang der Familie Ozobranchidae, während Laurence R. Richardson 1969 in Verbindung mit seiner Erstbeschreibung von Bogabdella diversa auch die Familie Ozobranchidae neu beschrieb.
Die Ozobranchidae bilden zusammen mit den Familien der Fischegel (Piscicolidae) und Plattegel (Glossiphoniidae) die Ordnung der Rüsselegel (Rhynchobdellida) innerhalb der Teilklasse der Borstenlosen Egel (Euhirudinea).
Zur Familie Ozobranchidae zählen folgende 2 Gattungen mit insgesamt 8 Arten:
- Ozobranchus Quatrefages, 1852 (5 bis 20 Paar baumartig verzweigte Kiemen, an Schildkröten oder Krokodilen)
  - Ozobranchus branchiatus (Menzies, 1791) (7 Paar Kiemen, an Chelonia mydas, in tropischen Meeren weltweit)
  - Ozobranchus jantseanus Oka, 1912 (11 Paar Kiemen, an verschiedenen Süßwasser-Schildkröten, in China, Japan und großen weiteren Teilen Asiens)
  - Ozobranchus margoi (Apáthy, 1890) (5 Paar Kiemen, an Caretta caretta, in tropischen Meeren weltweit)
  - Ozobranchus polybranchus Sanjeeva Raj, 1951 (20 Paar Kiemen, an Pelochelys bibroni, in Flüssen und Bächen Südasiens und Südostasiens)
  - Ozobranchus papillatus Kaburaki, 1921 (11 Paar Kiemen, an Kachuga tectum, in stehenden Binnengewässern Indiens, laut Moore ein Synonym von Ozobranchus jantseanus)
  - Ozobranchus shipleyi Harding, 1909 (11 Paar Kiemen, an Nicoria trijuga, in stehenden Binnengewässern Sri Lankas, Indiens und Pakistans)
  - Ozobranchus quatrefagesi (Poirier & Rochebrune, 1884) alias Lophobdella quatrefagesi (7 Paar Kiemen, an Krokodilen und Pelikanen, in Westafrika)
- Bogabdella Richardson, 1969
  - Bogabdella diversa Richardson, 1969 (8 Paar ungeteilte fingerförmige Kiemen, an verschiedenen Süßwasserschildkröten in Australien)